# Ajaigarh
Ajaigarh là một thị xã và là một nagar panchayat của quận Panna thuộc bang Madhya Pradesh, Ấn Độ.

## Địa lý
Ajaigarh có vị trí 24°54′B 80°16′Đ / 24,9°B 80,27°Đ Nó có độ cao trung bình là 318 mét (1043 foot).

## Nhân khẩu
Theo điều tra dân số năm 2001 của Ấn Độ, Ajaigarh có dân số 13.979 người. Phái nam chiếm 53% tổng số dân và phái nữ chiếm 47%. Ajaigarh có tỷ lệ 59% biết đọc biết viết, thấp hơn tỷ lệ trung bình toàn quốc là 59,5%: tỷ lệ cho phái nam là 67%, và tỷ lệ cho phái nữ là 49%. Tại Ajaigarh, 16% dân số nhỏ hơn 6 tuổi.